# Партыка, Артур
Артур Ежи Партыка (пол. Artur Jerzy Partyka; род. 25 июля 1969, Сталёва-Воля, Подкарпатское воеводство) — польский легкоатлет, специалист по прыжкам в высоту. Выступал за сборную Польши по лёгкой атлетике в 1986—2001 годах, обладатель серебряной и бронзовой медалей Олимпийских игр, серебряный и бронзовый призёр чемпионатов мира, чемпион Европы, действующий рекордсмен страны в закрытых помещениях и на открытом стадионе.

## Биография
Артур Партыка родился 25 июля 1969 года в городе Сталёва-Воля, Польша. Занимался лёгкой атлетикой в Лодзи, проходил подготовку в местном одноимённом клубе ŁKS Łódź.
Впервые заявил о себе на международном уровне в сезоне 1986 года, когда вошёл в состав польской сборной и выступил в прыжках в высоту на юниорском мировом первенстве в Афинах.
В 1987 году в той же дисциплине одержал победу на юниорском европейском первенстве в Бирмингеме.
В 1988 году превзошёл всех соперников на юниорском мировом первенстве в Садбери. Благодаря череде успешных выступлений удостоился права защищать честь страны на летних Олимпийских играх в Сеуле — на предварительном квалификационном этапе прыжков в высоту показал результат 2,19 метра, чего оказалось недостаточно для выхода в финал.
В 1989 году закрыл десятку сильнейших на чемпионате Европы в помещении в Гааге, стал пятым на Всемирной Универсиаде в Дуйсбурге. В этом сезоне Партыка впервые выиграл чемпионат Польши в прыжках в высоту и затем неизменно становился национальным чемпионом в течение 12 лет подряд.
В 1990 году был лучшим на чемпионате Европы в помещении в Глазго, занял 11-е место на чемпионате Европы в помещении в Сплите.
В феврале 1991 года на соревнованиях в немецком Зулингене превзошёл всех оппонентов и установил ныне действующий национальный рекорд Польши в прыжках в высоту в закрытых помещениях — 2,37 метра, тогда как на чемпионате мира в помещении в Севилье стал серебряным призёром. Кроме того, показал 12-й результат на чемпионате мира в Токио.
В 1992 году принял участие в Олимпийских играх в Барселоне — в финале пятеро атлетов взяли высоту 2,34 метра, Партыка по попыткам уступил кубинцу Хавьеру Сотомайору и шведу Патрику Шёбергу, завоевав бронзовую медаль — разделил награду с австралийцем Тимом Форсайтом и американцем Холлисом Конуэем.
В 1993 году был лучшим на Кубке Европы в Риме, получил серебро на чемпионате мира в Штутгарте.
В 1994 году среди прочего завоевал серебряную награду на чемпионате Европы в Хельсинки.
В 1995 году стал третьим на Кубке Европы в Лилле, взял бронзу на чемпионате мира в Гётеборге.
На Олимпийских играх 1996 года в Атланте прыгнул на 2,37 метра и стал серебряным призёром, пропустив вперёд только установившего олимпийский рекорд американца Чарльза Остина. Позднее на турнире в немецком Эберштадте установил ныне действующий национальный рекорд Польши в прыжках в высоту на открытом стадионе — 2,38 метра. За выдающиеся спортивные достижения по итогам сезона награждён Золотым Крестом Заслуги.
В 1997 году выиграл серебряную медаль на чемпионате мира в Афинах.
В 1998 году одержал победу на чемпионате Европы в помещении в Валенсии и на чемпионате Европы в Будапеште.
Завершил спортивную карьеру по окончании сезона 2002 года.
Впоследствии проявил себя как спортивный функционер, занимался организацией соревнований по лёгкой атлетике, с 2009 года — член правления Польской легкоатлетической ассоциации.